# كيم دو يون (مغنية)
كيم دو-يون (هانغل: 김도연) ، (المعروفة باسم «دويون» ) هي مغنية وممثلة كورية جنوبية. ولدت في 4 ديسمبر 1999 في مقاطعة بوبيونج ، انشيون، كوريا الجنوبية.

## النشأة والتعليم
وُلد كيم دو يون في 4 ديسمبر 1999. التحقت بمدرسة سانغجي لبنات الثانوية حيث كانت قائدة فريق التشجيع ولكنها انتقلت في النهاية إلى مدرسة سول للفنون التعبيرية في سيئول مع زميلتها من IOI وعضوة فرقة ويكي مكي [الإنجليزية] تشوي يو جونغ.

## فيلموغرافيا

### مسلسلات ظهرت فيها
| عام  | عنوان العمل.          | عنوان العمل.     | قناة البث     | الدور                              | ملاحظات         |
| عام  | الاسم                 | الاسم الكوري     | قناة البث     | الدور                              | ملاحظات         |
| ---- | --------------------- | ---------------- | ------------- | ---------------------------------- | --------------- |
| 2015 | يتبع                  | 투 비 컨티뉴드   | Naver TV Cast | طالبة                              | ظهور خاص        |
| 2017 | المعبود الحمى         | 아이돌 권한대행  | Naver TV Cast | دو يون                             | دور رئيسي       |
| 2018 | قصير                  | 쇼트             | أو سي إن      | يوو جي نا                          | دور داعم        |
| 2019 | كوني ميلودراما        | 멜로가 체질      | جي تي بي سي   | ممثلة                              | ظهورخاص (ح.2–3) |
| 2020 | بوب أوت بوي!          | 만찢남녀         | Playlist      | هان سون انيو                       | دور رئيسي       |
| 2020 | أعزب و مستعد للأرتباط | 솔로 말고 멜로   | Kok TV        | جي ايون سيو                        | دور رئيسي       |
| 2021 | شريكي في السكن جوميهو | 간 떨어지는 동거 | تي في إن      | جيو سيو وو                         | دور داعم.       |
| 2021 | امرأة واحدة           | 원더우먼         | إس بي إس      | كانغ مي نا / تشو يون جو (المراهقة) | دور الكاميو     |
| 2021 | كليفهانجر             | 지리산           | تي في ان      | سيو يي كانغ (في سن المرهقة)        | ظهور خاص.       |

## روابط خارجية
- كيم دو يون على موقع IMDb (الإنجليزية)
- كيم دو يون على موقع ميوزك برينز (الإنجليزية)
- كيم دو يون على موقع ديسكوغز (الإنجليزية)